# Gina Godoy
Gina Godoy Andrade (Chone, 26 de abril de 1962) es una abogada y política feminista ecuatoriana.

## Biografía
Nació el  el 26 de abril de 1962 en la ciudad de Chone, provincia de Manabí.
Desde 1997 pasó a formar parte del Centro Ecuatoriano para la Promoción y Acción de la Mujer (CEPAM), centrada en lo referente a la defensa de los derechos de las mujeres, niños y adolescentes.
Fue representante de la provincia de Guayas en la Asamblea Constituyente de 2007 por Alianza PAIS. Durante la Asamblea se desempeñó como vicepresidenta de la mesa encargada de Justicia y Lucha contra la Corrupción. Su suplente, Leonardo Torres Sarmiento, murió en un accidente automovilístico el 17 de enero de 2008 mientras se dirigía a la sede de la Asamblea.
En las elecciones legislativas de 2009 fue elegida Asambleísta por la provincia de Guayas. Durante este período impulsó leyes a favor de los derechos humanos y particularmente de las mujeres, como la ley sobre la trata de personas y la tipificación del femicidio como delito penal.
Para las elecciones legislativas de 2013 buscó la reelección, volviendo a presentar entre sus principales propuestas proyectos a favor de los derechos de las mujeres. Una vez reelegida pasó a ser vicepresidenta de la Comisión de Justicia de la Asamblea.

## Activismo
Gina Godoy ha participado en varios ocasiones en actos a favor de los derechos de las mujeres y de grupos LGBTI. Durante el debate acerca de la tipificación del femicidio como delito penal en 2011, fue una de los dos asambleístas que recibió un manifiesto entregado por más 50 organizaciones sociales que pedían que el femicidio sea considerado como delito. Así mismo, ha asistido varias veces a la marcha por el Día Internacional del Orgullo LGBT en la ciudad de Guayaquil y apoya el matrimonio entre personas del mismo sexo.

## Controversias
En octubre de 2013 protagonizó una fuerte controversia junto con la asambleísta Paola Pabón, luego de apoyar la moción que presentó la segunda para que se despenalice el aborto en casos de violación. La moción fue también respaldada por otros 19 asambleístas del partido de Gobierno, incluyendo la Vicepresidenta del legislativo Rosana Alvarado. El Presidente Rafael Correa reaccionó de forma enérgica, tildando el acto como una "traición" y amenazando con renunciar a su cargo en caso de que se despenalice ese tipo de aborto, por lo que Pabón retiró la moción. Miembros de Alianza PAIS aseveraron que el presidente se refirió directamente a Godoy en la mayoría de sus declaraciones.
Días después se anunció que se aplicarían sanciones contra las asambleístas Paola Pabón, Gina Godoy y Soledad Buendía por el tema. Esta medida provocó fuertes críticas en las redes sociales, con pronunciamientos de personalidades como Silvia Buendía, de Ruptura 25, y de la actriz Érika Vélez. El 29 de octubre, el Comité de Ética de Alianza PAIS suspendió a las asambleístas de sus cargos por un mes. La suspensión generó rechazo incluso dentro del propio partido, con asambleístas como Virgilio Hernández Enríquez mostrándose en contra.